# Градище (Градец, Валандовско)
Вижте пояснителната страница за други значения на Градище.
Градище  (на македонска литературна норма: Градиште) е крепост, съществувала през Късната античност и Средновековието, разположена над валандовското село Градец, Северна Македония.

## Местоположение
Намира се на 3 km западно от селото, на хълм доминиращ над Вардарската котловина.

## Описание
На заравненото било на хълма има основи от отбранителна крепостна стена. Тук на повърхността се откриват фрагменти от керамични съдове, питоси и разнообразни строителни материали. Крепостта е от Късната античност.